# 利舞臺廣場
利舞臺廣場是香港的一座以購物及飲食為主的商業大廈，位處香港銅鑼灣波斯富街99號，樓高25層，由希慎興業發展，於1995年落成，曾是本港最高的商場（現已被尖沙咀國際廣場及The ONE取代）。
利舞臺廣場的原址為已拆卸的香港著名娛樂場所利舞臺戲院，本由利希慎家族私人擁有。

## 歷史
利舞臺廣場的前身是表演粵劇、歌劇及演唱會及放映電影等綜合的娛樂表演場地利舞臺戲院，於1991年拆卸。
1992年，先施公司以3億元認購銅鑼灣利舞臺廣場三成業權，物業於1995年落成後，便承租B1至4樓共五層5.5萬方呎樓面，以「Signature」品牌走中高檔路線。但經歷金融風暴後，本港零售業大不如前，加上先施簽訂的租金高昂，到2001年8月20日，希慎興業向先施公司收購餘下30%利舞臺廣場股權，使希慎興業全權擁有利舞臺廣場。
商場5樓設有一間電影院，早期由嘉禾院線管理，2001年3月則改由新寶院線經營。由於電影院的設計、設備及面積等問題，無法面對同區其他電影院的競爭，票房未如理想，加上應商場業主要求，改建為特色餐廳，最終在2005年5月29日結業，最後上映的電影是《早熟》及《非常青春期》。
而希慎當年亦預留6樓至16樓作為「家居廊」，主要賣傢具、高級浴具及室內設計建材等商戶，其後相繼結業。之後發展商將原有樓面引入多間食肆；而B2層、17至22樓則作為餐廳。

## 設計特色
全座大廈由劉榮廣伍振民建築師事務所設計，租戶為零售、食肆及健身中心等，不設辦公室，與香港一般商業大廈上層為辦公室的設計有別。大廈正門大堂內兩側曾懸掛昔日利舞臺舞台兩旁的對聯。建築特色包括入口的四級樓梯扇形平台、古典柱式設計的屋頂及樓頂的玻璃天窗等。而大廈6樓，9樓，12樓，16樓和19樓設中庭。

## 翻新工程

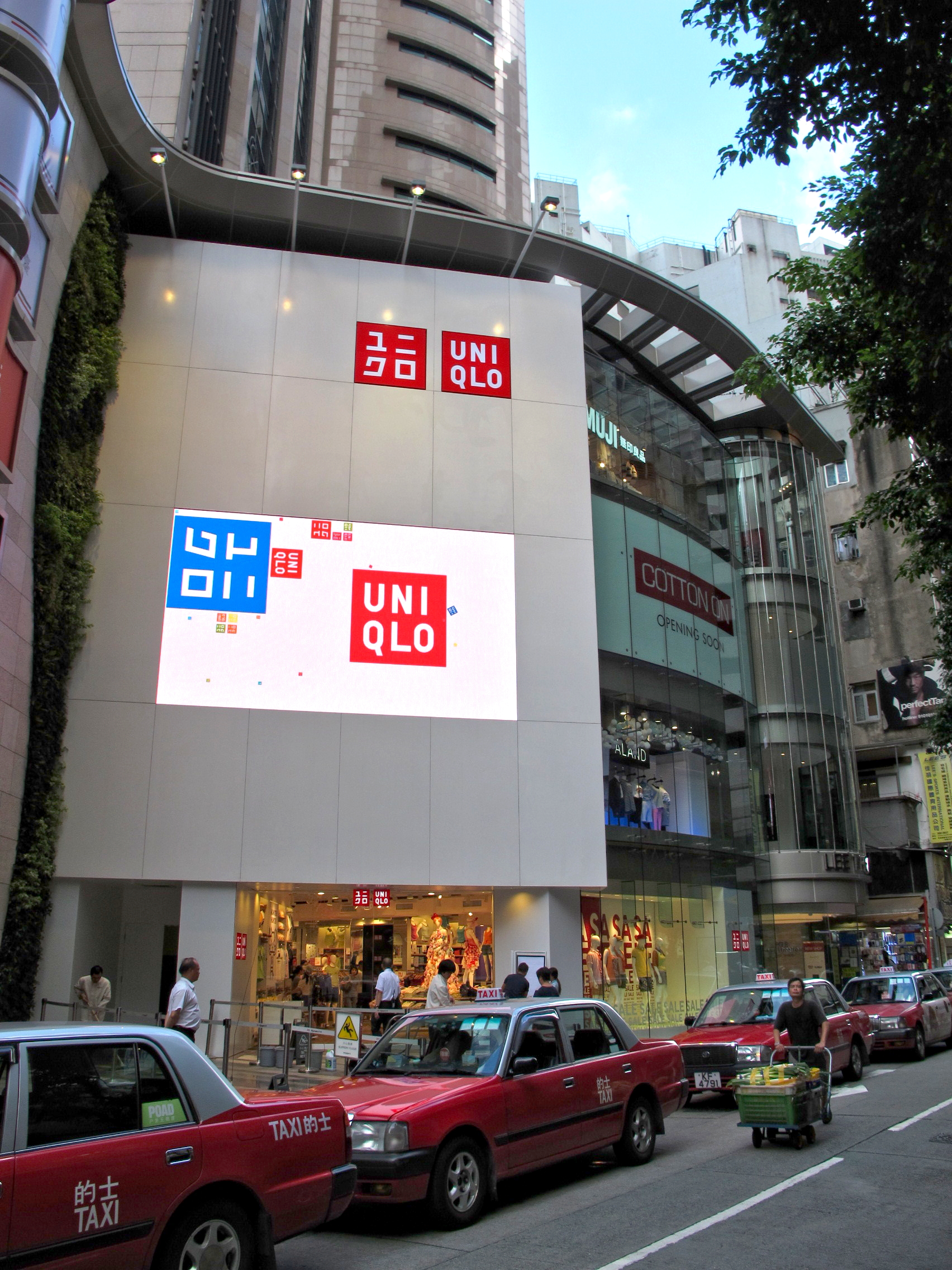
利舞臺廣場翻新後的加建部份

UNIQLO於利舞臺地面、B1及B2層設置樓高3層的旗艦店，佔地超過37,500平方呎，於2013年4月26日隆重開幕。位於1樓為韓國潮牌Aland，在2019年結業後分拆為日本眼鏡品牌Zoff，@cosme store和Miffy期間限定店；2樓為Cotton On。而三樓於2013年6月重新開業的無印良品，佔地15,000平方呎，除各式商品外，更開設日本以外首間分店Cafe& Meal MUJI。Cafe& Meal MUJI到2023年10月2日結業。
翻新工程亦將原有的入口中庭改建為開放式的空間，以騰出空間進行展銷及舉辦活動。而中庭原有的昔日利舞臺舞台對聯，亦在翻新工程後消失。而1樓升降機大堂在2019年進行外牆翻新。

## 鄰近
- 禮頓中心
- 希慎道壹號
- 時代廣場

## 資料來源
1. ↑  . 蘋果日報. 2013年5月4日  [2014年9月19日]. （原始内容存档于2016年3月4日）.
2. ↑  . 蘋果日報. 2005年5月30日  [2014年9月19日]. （原始内容存档于2016年3月4日）.
3. ↑  . VOGUE Taiwan. 2013-03-06  [2023-09-19].
4. ↑  . U magazine. 2023-09-19  [2023-09-19].

## 外部連結
- 利舞臺廣場資料
- 觀眾留戲票紀念 利舞臺戲院冷清結業，太陽報，2005年5月30日
- 希慎向先施收購餘下30%利舞台廣場股權

利舞臺廣場標誌

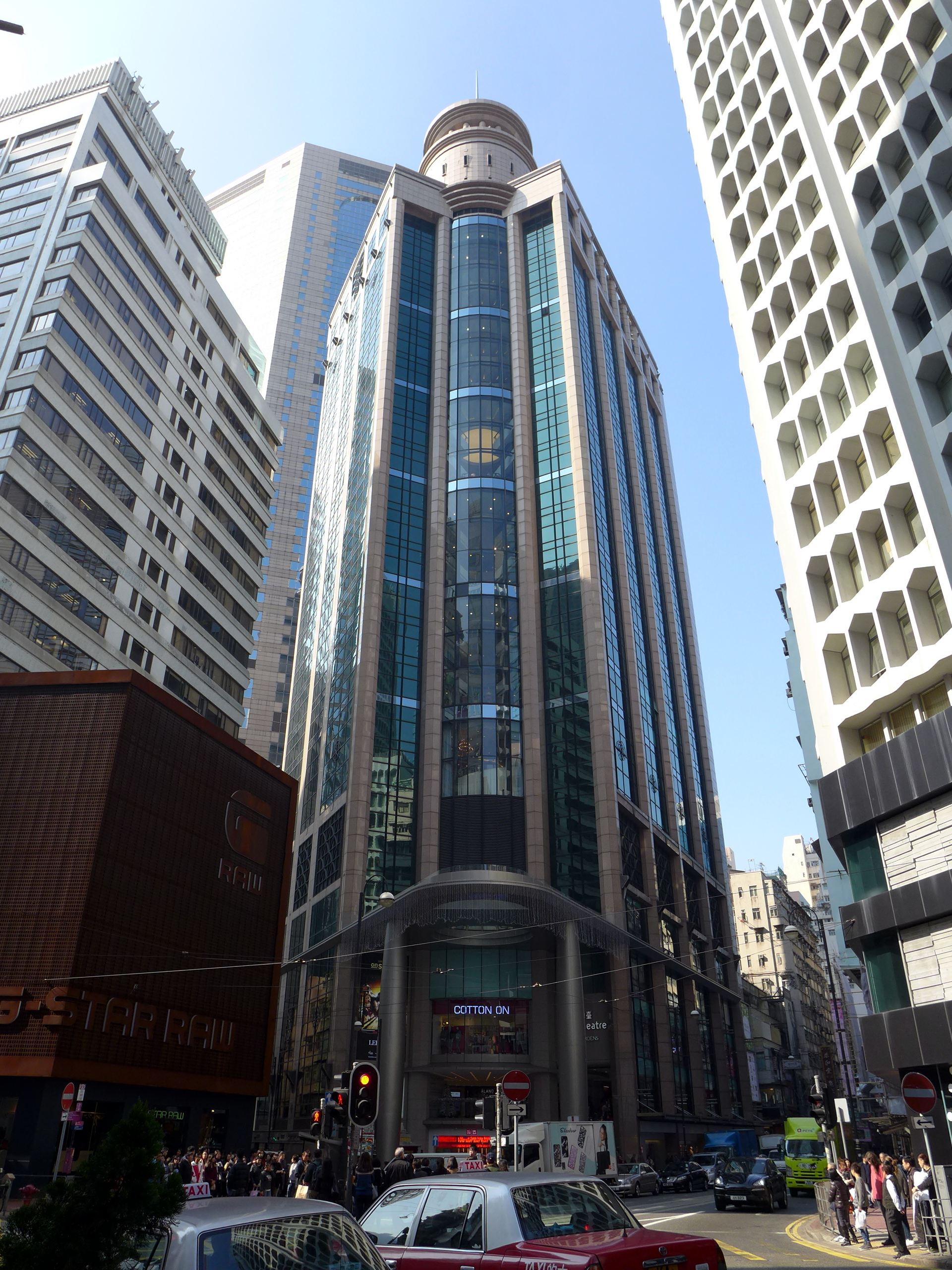
利舞臺廣場

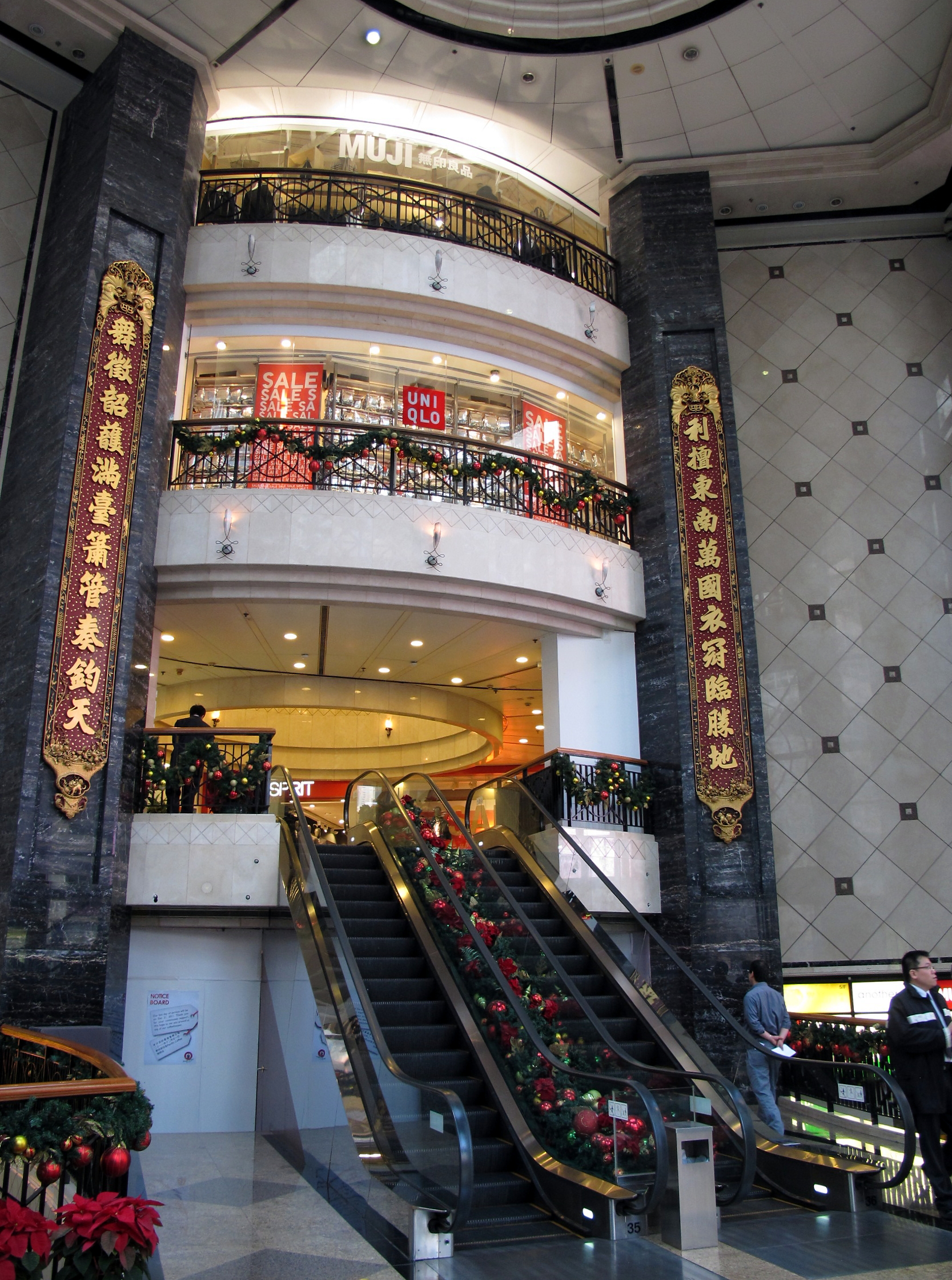
利舞臺廣場在2012年翻新前的正門入口掛有已拆卸的利舞臺戲院一對對聯：「利擅東南萬國衣冠臨勝地　舞徵詔頀滿臺簘管奏鈞天」（2011年12月）

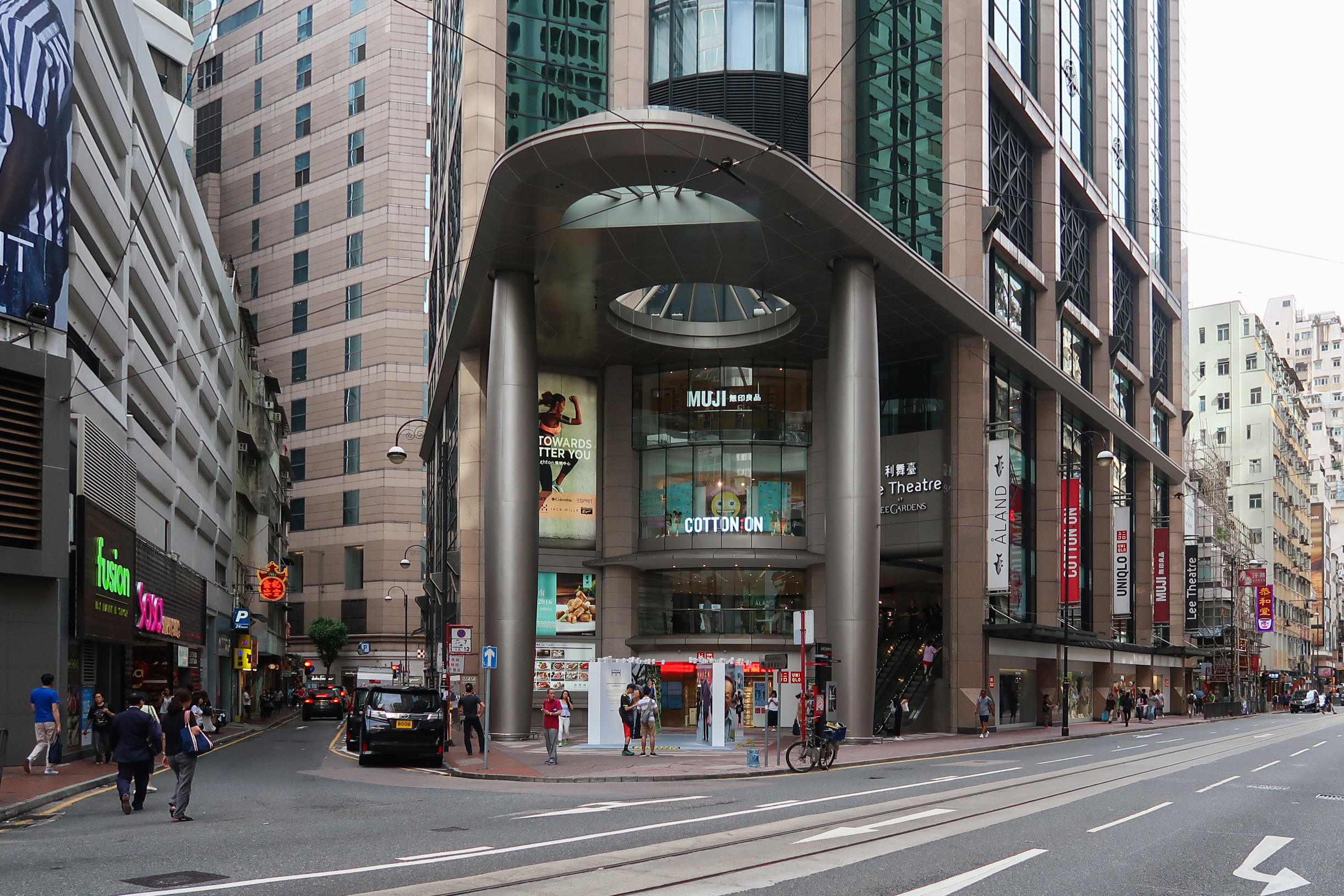
2012年翻新工程後將原有的入口中庭改為開放式的空間

- 香港摩天樓–利舞台廣場（Lee Theatre Plaza）–簡介